# أندريه لويز راموس
أندريه لويز راموس هو منافس ألعاب قوى برازيلي، ولد في 20 يناير 1970.

## وصلات خارجية
- أندريه لويز راموس على موقع الاتحاد الدولي لألعاب القوى (الإنجليزية)
- أندريه لويز راموس على موقع أوليمبيديا (الإنجليزية)